# Mistrzostwa Austrii w Lekkoatletyce 1916
Mistrzostwa Austrii w Lekkoatletyce 1916 – zawody lekkoatletyczne, które odbyły się 25 czerwca 1916 w Wiedniu. 

## Rezultaty

### Mężczyźni
| Konkurencja:                    | 1. miejsce            | Rezultat |
| Bieg na 100 metrów              | Christo-Simon Simotta | 11,6     |
| Bieg na 200 metrów              | Robert Peschek        | 25,1     |
| Bieg na 400 metrów              | Robert Peschek        | 54,1     |
| Bieg na 800 metrów              | Edgar Fried           | 2:05,4   |
| Bieg na 1500 metrów             | Arthur Steiner        | 4:40,9   |
| Bieg na 5000 metrów             | Demeter Stefanovits   | 17:19,6  |
| Bieg na 110 metrów przez płotki | Ludwig Mang           | 17,7     |
| Skok wzwyż                      | Ludwig Mang           | 1,71     |
| Skok o tyczce                   | Leopold Hawelka       | 2,50     |
| Skok w dal                      | Ludwig Mang           | 6,37     |
| Pchnięcie kulą                  | Karl Michl            | 11,66    |
| Rzut dyskiem                    | Hans Tronner          | 40,18    |
| Rzut oszczepem                  | Rudolf Rauch          | 39,01    |
| Chód na 10 000 metrów           | Rudolf Kühnel         | 59:29,6  |